# Tanjong Deah
Tanjong Deah is een bestuurslaag in het regentschap Aceh Besar van de provincie Atjeh, Indonesië. Tanjong Deah telt 897 inwoners (volkstelling 2010).